# Konstantinos Tzolakis
Konstantinos "Kostas" Tzolakis - em grego, Κωνσταντίνος Τζολάκης (Chania, 8 de novembro de 2002) é um futebolista grego que atua como goleiro. Atualmente defende o Olympiacos.

## Carreira
Revelado pelo Platanias, Tzolakis se profissionalizou no Olympiacos após uma temporada nas categorias de base do clube. Sua estreia foi na semifinal da Copa da Grécia de 2019–20 contra o PAOK, tendo sofrido 3 gols, enquanto o primeiro jogo pelo Campeonato Grego foi contra o Aris, entrando como substituto de Bobby Allain aos 33 minutos do segundo tempo. Na decisão da Copa frente ao AEK, assumiu a vaga do lesionado José Sá e garantiu o placar de 1 a 0 que deu o título ao Olympiacos.
Em outubro de 2020, o goleiro renovou seu contrato até 2024 por um valor não divulgado pela equipe. Tzolakis disputou 6 partidas na temporada (5 pelo Campeonato Grego e um pela Copa, contra o Aris), mesmo sendo o terceiro goleiro - situação repetida em 2021–22, desta vez atuando 8 vezes.
Com a saída do então titular Tomáš Vaclík, tornou-se reserva imediato do compatriota Alexandros Paschalakis, com quem revezou na titularidade em 2022–23 (foram 14 jogos). Na temporada seguinte, disputou 10 partidas pela Primeira Divisão. Não foi utilizado em nenhum jogo na campanha do Olympiacos na Liga Europa e ficou no banco de reservas nas partidas contra o Ferencváros, pelos playoffs da Liga Conferência Europa da UEFA, assumindo a titularidade no jogo de volta das oitavas-de-final frente ao Maccabi Tel Aviv. O goleiro ainda se destacou ao defender 3 cobranças da equipe turca na disputa de pênaltis, ajudando a conquistar a vaga para a semifinal, onde o Olympiacos enfrentaria o Aston Villa, que terminaria eliminado.
Na decisão contra a Fiorentina, Tzolakis evitou finalizações de Giacomo Bonaventura, Christian Kouamé e Jonathan Ikoné, sendo decisivo para a conquista do título, o primeiro de uma equipe grega em nível continental de clubes.

## Títulos
Olympiacos
- Campeonato Grego: 2019–20, 2020–21, 2021–22
- Copa da Grécia: 2019–20
- Liga Conferência Europa da UEFA: 2023–24[4]

### Individuais
- Jogador do Mês do Campeonato Grego: Maio de 2023